# Erdal Rakip
Erdal Rakip, né le 13 février 1996 à Malmö en Suède, est un footballeur international macédonien qui évolue au poste de milieu de terrain à Antalyaspor.

## Biographie

### Malmö FF
Né à Malmö en Suède, Erdal Rakip est formé par le club de sa ville natale, le Malmö FF. Il fait sa première apparition en équipe première le 8 août 2013, lors d'une rencontre qualificative de Ligue Europa contre Swansea City, où il est titularisé (0-0). Lors de sa première saison, en 2013, il est sacré champion de Suède.
Avec le Malmö FF, il participe à la phase de groupe de la Ligue des champions en 2014 (trois matchs joués)
Le 3 juin 2015, Rakip inscrit son premier but en professionnel lors d'une rencontre de championnat face au Gefle IF. Son équipe s'impose par deux buts à un ce jour-là. Il participe à nouveau à la Ligue des champions en 2015 (cinq matchs joués).
Il inscrit huit buts en première division suédoise (Allsvenskan), lors de la saison 2017. Le 17 septembre 2017, il se met en évidence en étant l'auteur d'un doublé lors de la réception de l'Hammarby IF (victoire 4-0).

### Benfica et Crystal Palace
En janvier 2018, Rakip signe en faveur du Benfica Lisbonne, pour un contrat de quatre ans. Il est prêté quelques jours plus tard à Crystal Palace, jusqu'à la fin de la saison.

### Retour au Malmö FF
Sans avoir joué un seul match avec Benfica et Crystal Palace, Erdal Rakip fait son retour à Malmö le 11 février 2019.
En 2019, il s'illustre en Ligue Europa, en inscrivant trois buts lors des tours préliminaires, contre le club nord-irlandais de Ballymena United, puis un but en phase de poule, contre le Dynamo Kiev.

### Antalyaspor
Le 20 janvier 2023, Erdal Rakip rejoint la Turquie afin de s'engager en faveur d'Antalyaspor. Il signe un contrat de deux ans et demi, soit jusqu'en juin 2025.

### En sélection nationale
Avec les moins de 17 ans, il participe au championnat d'Europe des moins de 17 ans en 2013. Lors de cette compétition organisée en Slovaquie, il joue quatre matchs. La Suède s'incline en demi-finale face à la Russie, après une longue séance de tirs au but. Il participe ensuite quelques mois plus tard à la Coupe du monde des moins de 17 ans qui se déroule aux Émirats arabes unis. Lors du mondial junior, il joue six matchs. Il se met en évidence en délivrant une passe décisive contre le Nigeria en phase de poules. Il s'illustre ensuite en inscrivant un but contre le Honduras en quart de finale. La Suède se classe troisième du tournoi, en battant l'Argentine lors de la petite finale.
Il joue son premier match avec l'équipe de Suède espoirs le 8 septembre 2015, en amical contre la Pologne (0-0). Un mois plus tard, le 9 octobre, il délivre sa première passe décisive avec les espoirs, contre l'Estonie. Ce match gagné sur le large score de 5-0 rentre dans le cadre des éliminatoires de l'Euro espoirs 2017. Le 5 septembre 2017, il inscrit son premier but avec les espoirs, contre Chypre. Ce match gagné 4-1 rentre dans le cadre des éliminatoires de l'Euro espoirs 2019. Il inscrit son deuxième but le 7 juin 2018, contre Malte, lors de ce mêmes éliminatoires (victoire 0-4).

## Palmarès
Malmö FF
- Championnat de Suède (6) :
  - Champion : 2013, 2014, 2016, 2017, 2020 et 2021.
- Coupe de Suède
  - Vainqueur : 2021-2022
  - Finaliste : 2016.
- Supercoupe de Suède
  - Vainqueur : 2014.